# Jarry (humoriste)
Pour les articles homonymes, voir Jarry.
Anthony Lambert, dit Jarry, est un humoriste, acteur, metteur en scène, animateur et chroniqueur français né le 5 août 1977 à Angers en Maine-et-Loire.

## Biographie

### Enfance et premiers pas artistiques
Anthony Lambert, né prématurément à la suite d’un accident de voiture, est issu d’une famille d'ouvriers, viticulteurs du côté de sa mère et fondeurs du côté de son père.
Il grandit à Rablay-sur-Layon, un village situé non loin d'Angers. Il a trois frères.
Il fait ses premières armes dans la compagnie de danse hip-hop Exprime au Centre national de danse contemporaine.

### Carrière

#### Débuts au théâtre
Le pseudonyme de Jarry, qu'il adopte alors qu'il fait du théâtre au lycée, n'est pas un hommage au dramaturge et romancier Alfred Jarry. Il s'agit en effet du nom de sa mère.
Jarry partage sa passion pour la scène, notamment, en donnant des cours d’expression théâtrale dans des lycées ou lors d’interventions dans des maisons d'arrêt. Par ailleurs, pendant sept ans, il a formé des enseignants au Maroc, en Tunisie et au Mali dans le cadre de programmes d’apprentissage de la langue à travers l’expression théâtrale.
À vingt-deux ans, il quitte sa région natale pour Paris où il commence sa carrière de comédien. Il rejoint alors la compagnie Entrées de Jeu dirigée par Bernard Grosjean. Pendant dix ans, le théâtre forum lui permettra d’aborder de nombreux thèmes liés à l’observation de la société et il y développera l’art de l’improvisation.

#### Apparitions au cinéma et premier one-man show
En parallèle du théâtre, Jarry  fait des apparitions dans des comédies au cinéma. C'est lors du tournage du film Bambou que Didier Bourdon lui a conseillé de s’orienter vers le one-man-show.
Après un seul en scène autobiographique, Entre fous émois, il présente son premier one-man-show, Atypique en 2013, joué dans un premier temps à l'Instinct Théâtre puis à la Comédie des Boulevards et au Trévise à Paris, outre une tournée à travers la France.

#### Activités à la télévision et à la radio
En 2013, il est chroniqueur à la radio Le Mouv' dans l'émission La Morinade[réf. nécessaire].
En 2014, il est l'un des membres récurrents du jeu Face à la bande présenté par Jérémy Michalak et diffusé en avant soirée sur France 2. Il a participé à Show ! Le Matin sur D17 aux côtés de Cartman, Vincent Desagnat et Stéphanie Loire.
Il est également un habitué de Vendredi tout est permis avec Arthur sur TF1.
De fin 2015 à juin 2016, il est chroniqueur dans l'émission de Stéphane Bern Comment ça va bien !, sur France 2. Il y interprète notamment un personnage de jumeau de Stéphane Bern dans des sketchs avec déguisement.
En mai 2016 et mai 2017, il commente en duo avec Marianne James, les premières et deuxièmes demi-finales du Concours Eurovision de la chanson diffusées en direct sur France 4.
En 2016, il est chroniqueur sur Europe 1 dans l'émission La Cour des grands d'Alessandra Sublet.
En 2017 et 2018, il coprésente avec Karine Ferri des bêtisiers sur TF1 : Le Grand Bêtisier du 31  et Le Grand Bêtisier de l'été. En 2019, il a participé, avec la chanteuse Tal, à l'émission L'Aventure Robinson, présentée par Denis Brogniart sur TF1. Le 29 mars 2019, il remplace Arthur dans l'émission Vendredi tout est permis avec Arthur. L'émission diffusée en deuxième partie de soirée sur TF1 est renommée pour l'occasion Vendredi tout est Jarry.
De novembre 2019 à 2022, il est membre du jury de la version française de Mask Singer sur TF1, présentée par Camille Combal, aux côtés d'Alessandra Sublet, Kev Adams et Anggun.
En 2020, il a participe à l'émission Tous en cuisine, en direct avec Cyril Lignac diffusée sur M6, présentée par Cyril Lignac. Il apparaît dans le clip Et demain ? du Collectif Et demain ? en soutenant de la Fondation Hôpitaux de Paris-Hôpitaux de France. Lors du confinement, Jarry participe à l'émission de Qui veut gagner des millions à la maison ?, présentée par Camille Combal. Il y remporte 12 000 euros. Du 17 juillet 2020 à août 2022, il présente l'émission Good Singers en première partie de soirée sur TF1.
En 2022, il rejoint la chaîne France 2 où il anime Le Big Show depuis le 11 juin 2022.
Le 11 juillet 2023, il est choisi par la direction de France Télévisions pour présenter, tous les midis sur France 2, le jeu Tout le monde veut prendre sa place, en remplacement de Laurence Boccolini qui elle-même avait succédé à Nagui, présentateur historique de l’émission,.
Le 4 avril 2024, il annonce arrêter la présentation de l’émission du midi Tout le monde veut prendre sa place pour se consacrer à son spectacle. La dernière diffusion a lieu le 25 juillet et il sera remplacé à la présentation par Cyril Féraud.

### Vie privée
Concernant sa vie personnelle et son orientation sexuelle, il a affirmé être hétérosexuel jusqu'à l'âge de vingt-quatre ans, âge de son coming out et assume aujourd'hui totalement son homosexualité,. Il protège l'anonymat de son compagnon. En juin 2016, il devient père de jumeaux grâce à une gestation pour autrui (GPA) effectuée aux États-Unis et dont il souhaite ne dévoiler aucune photo.

### Engagements
(juillet 2023).
Si vous disposez d'ouvrages ou d'articles de référence ou si vous connaissez des sites web de qualité traitant du thème abordé ici, merci de compléter l'article en donnant les références utiles à sa vérifiabilité et en les liant à la section « Notes et références ».
L'humoriste fait partie des signataires d'une tribune de Juliette Méadel appelant à faire barrage à Marine Le Pen lors du second tour de la présidentielle de 2017 et à soutenir Emmanuel Macron.
Jarry est présent aux Açores en septembre 2019 dans le cadre du soutien au projet de développement durable The Elemen'Terre Project aux côtes de Marie Tabarly et Théo Sanson. Le thème abordé est : L'exploration est-elle vectrice de progrès ?

## Filmographie

### Longs métrages
- 2008 : De l'autre côté du lit de Pascale Pouzadoux : un client
- 2009 : Bambou de Didier Bourdon : Loïc, le collègue et ami d'Alain
- 2014 : Les Trois Frères : Le Retour de Didier Bourdon, Bernard Campan et Pascal Légitimus : un banquier
- 2018 : Christ(off) de Pierre Dudan : Père Luc
- 2019 : Nicky Larson et le Parfum de Cupidon de Philippe Lacheau : M. Mokkori
- 2020 : Divorce Club de Michaël Youn : Dr Fred Eric
- 2021 : Maison de retraite de Thomas Gilou : Alban
- 2024 : Maison de retraite 2 de Claude Zidi Jr. : Alban
- 2025 : Le Jour G de Claude Zidi Jr. : Hans

### Télévision

#### En tant qu'acteur
- 2009 : RIS police scientifique (saison 4, épisode 10 : Sang froid) : Gabriel
- 2013 : Les Inconnus : la trilogie  (mini-série)
- 2018 : Un incroyable show (Comédie+) : lui-même
- 2019 : Les Bracelets rouges : lui-même (depuis la saison 2)
- 2021 : Belle, belle, belle d'Anne Depétrini : Greg
- 2021 : À tes côtés de Gilles Paquet-Brenner : Anthony
- 2021 : Profession comédien : lui même
- 2021 : Noël à tous les étages de Gilles Paquet-Brenner : Lucas
- 2022 : Le Grand Restaurant : La guerre de l'étoile de Pierre Palmade
- 2022 : Tous Inconnus, téléfilm de Nicolas Hourès : lui-même
- 2023 : Vestiaires (saison 12) : lui-même (2 épisodes)
- 2023 : À côté de ses pompes de Nathalie Lecoultre : Jeff Lesquint

### En tant qu'auteur
- 2021 : À tes côtés de Gilles Paquet-Brenner et Jarry (co-auteur)

## Radio
- 2013 : La Morinade (Le Mouv')
- 2016 : La Cour des grands (Europe 1)
- 2017 : Le 8h 10h (Oui FM)

## Émissions de télévision

### En tant que chroniqueur
- 2015-2016 : Comment ça va bien ! (France 2)
- 2016 : L'Hebdo Show avec Arthur (TF1)
- 2016 : Cinq à sept avec Arthur (TF1)

### En tant que participant
- 2012 : Fidèles au poste ! (France 4)
- 2013 : Et ça vous amuse ! (spectacle sur RTL 9)
- 2013 : Jamel Comedy Club (Canal+)
- 2014 : Canapé Quiz (TMC)
- 2014 : Face à la bande (France 2)
- 2014, 2015-2017 : Fort Boyard (France 2)
- 2015 et 2022 : Les duos impossibles de Jérémy Ferrari (D8 et D17 puis C8 et CStar)
- 2015 : L'Académie des neuf (NRJ 12)
- 2015-2016 : Mot de passe (France 2)
- 2017 : La Dream Company (TF1)
- 2018-2020 : Les Touristes (TF1)
- 2018 : Le Grand Concours des humoristes (TF1)
- 2019 : L'Aventure Robinson (TF1)
- 2019 et 2022 : Le Marrakech du rire (M6)
- 2019 : Boyard Land (France 2)
- 2020 : District Z (TF1)
- 2022 : Celebrity Hunted (Amazon Prime)
- 2023 : Rendez-vous en terre inconnue (France 2)
- 2024 : Les 25 ans de Qui veut gagner des millions ? (TF1) en duo avec Kev Adams

### En tant que juré
- 2018 : La France a un incroyable talent (M6) : juré invité pour la première demi-finale
- 2019-2022 et 2025 :  Mask Singer (TF1) : enquêteur
- 2023 : Drag Race Belgique (Auvio, Tipik, Wow Presents Plus) : juré invité[14]
- 2024 : Starmaker (RTL-TVI) : juré remplaçant (absence du tournage de Michaël Gregorio)
- 2024 : Voix de stars (France 3)

### En tant qu'animateur
- 2016 : Concours Eurovision de la chanson 2016 : commentateur des demi-finales sur France 4 avec Marianne James
- 2017 : Concours Eurovision de la chanson 2017 : commentateur des demi-finales sur France 4 avec Marianne James
- 2017-2018 : Le Grand Bêtisier du 31 (TF1) : animateur avec Karine Ferri
- 2018 : Le Grand Bêtisier de l'été (TF1) avec Karine Ferri
- 2018 : 3615 Arthur & Jarry (TF1) avec Arthur
- 2019 : Vendredi tout est Jarry (TF1)
- 2020-2022 : Good Singers (TF1)
- 2020-2021 : Jarry Show (Plug RTL)
- 2021 : Game of Talents (TF1)
- 2022-2024 : Le Big Show (France 2)
- 2022 et 2023 : Édition spéciale 14 Juillet (France 2)
- 2023-2024 : Tout le monde veut prendre sa place (France 2)
- depuis 2025 : The Imposter sur TF1[15]

## Clips
- 2016 : Rap vs Réalité de Mister V : l'employé de « Global Records »
- 2020 : Et demain ? de Et demain ? Le Collectif : chanteur

## Théâtre

### One-man-show
- 2007-2009 : Entre fous émois
- 2013-2018 : Atypique
- 2019-2022 : Titre
- Dès 2023 : Bonhomme

### Metteur en scène
- 2012-2013 : Comme ça, c'est mieux !, avec Charlotte Gabris[16]
- 2012-2017 : Ariane fait sa mytho !, avec Ariane Brodier
- 2013-2015 : Jeff Panacloc perd le contrôle, avec Jeff Panacloc[17]
- 2013 : Nouveau spectacle, avec Élisabeth Buffet[18]
- 2018 : Le monde des grands, avec BenH
- Légères et sans filtre
- Casino
- Damien Lecamp

### Documentation
- « Jarry ose tout », sur Le Parisien, 10 novembre 2012.
- « Sur scène, l'Angevin Jarry se démultiplie », sur Ouest France, 10 mai 2013.
- « Jarry l'humoriste, auteur et metteur en scène que tous les comiques s'arrachent », sur L'Express, 3 octobre 2013.